# Eretmocerus queenslandensis
Eretmocerus queenslandensis är en stekelart som beskrevs av Naumann och Schmidt 2000. Eretmocerus queenslandensis ingår i släktet Eretmocerus och familjen växtlussteklar. Inga underarter finns listade i Catalogue of Life.